# 유병 (서양경후)
유병(劉並, ? ~ ?)은 전한 말기의 제후로, 동평사왕의 아들이다.

## 생애
원연 2년(기원전 11년), 서양후(西陽侯)에 봉해졌다. 시호를 경(頃)이라 하였고, 작위는 아들 유언이 이었다.

## 출전
- 반고, 《한서》 권15하 왕자후표 下

| 선대 (첫 봉건) | 전한의 서양후 기원전 11년 4월 갑인일 ~ ? | 후대 아들 유언 |